# Eustache Le Sénéchal de Carcado
Pour les articles homonymes, voir Sénéchal (homonymie) et Carcado.
Eustache Le Sénéchal de Carcado   , né en 1623 à Rennes et mort le 15 mai 1694 à Paris, est un prélat français du XVIIe siècle.

## Biographie
Eustache Le Sénéchal, fils de François, baron de Kercado, et de Catherine de Lis, est aumônier de la reine en 1648 et  abbé commendataire de l'abbaye Sainte-Madeleine de Geneston en 1674. Alors qu'il est sexagénaire , il est nommé évêque de Tréguier en 1686 mais confirmé seulement le 7 juillet et consacré en septembre 1692 du fait du conflit entre la France et le Saint-Siège dans l'affaire de la régale.Il n'a guère le temps de connaitre son diocèse car il meurt à Paris dès 1694 

## Héraldique
Ses armoiries sont: d'azur, à sept macles d'or. ou d'azur à neuf macles d'or portées trois et trois.